# Pire Goureye
Pire Goureye ist eine Gemeinde (commune) im Département Tivaouane der Region Thiès, gelegen im zentralen Westen Senegals. Sie besteht aus dem namensgebenden Hauptort (chef-lieu) sowie weiteren Dörfern (villages) und Weilern (hameaux).

## Geographische Lage
Pire Goureye liegt im Erdnussbecken Senegals, elf Kilometer nordöstlich der Départementspräfektur Tivaouane und 84 Kilometer nordöstlich von Dakar. Das Gemeindegebiet hat eine Fläche von 172,30 km². Benachbarte Kommunen sind im Uhrzeigersinn Méouane im Norden, Koul und Keur Samba Kane im Osten, Touba Toul, Chérif Lô und Tivaouane im Süden und im Westen Taïba Ndiaye.

## Geschichte
Das Dorf Pire Goureye war seit 1972 Hauptort einer Landgemeinde (communauté rurale). Im Jahr 2014 erhielt Chérif Lô, wie in Senegal alle communautés rurales, den landesweit einheitlichen Status einer Gemeinde (commune).

## Bevölkerung
Die letzten Volkszählungen ergaben jeweils folgende Einwohnerzahlen:
| Jahr | Einwohner |
| ---- | --------- |
| 2002 | 17.714    |
| 2013 | 23.377    |
| 2023 | 32.685    |

## Verkehr und Infrastruktur
Durch das Gebiet von Pire Goureye führt die Nationalstraße N 2 auf dem Weg von Tivaouane nach Mékhé. Parallel zur N2 verläuft die 1885 eröffnete Eisenbahnstrecke Dakar–Saint-Louis.